# Ceratostema nubigena
Ceratostema nubigena là một loài thực vật có hoa trong họ Thạch nam. Loài này được (A.C.Sm.) A.C.Sm. mô tả khoa học đầu tiên năm 1952.